# Paco Camoiras
Francisco Pérez Camoiras, conocido artísticamente como Paco Camoiras (Madrid, 13 de junio de 1929) es un actor español especialmente prolífico 
en cine. Debutó como actor infantil con la película Raza en 1942.  
A lo largo de su trayectoria de 70 años ha rodado más de 150 películas y está activo desde la llegada de la Televisión Española, también ha participado en más de un centenar de espacios dramáticos y otras series televisivas.

## Biografía
Nacido en Madrid. Durante la Guerra Civil trabajo como bailarín junto con su hermano Quique en Valencia. Quiso estudiar carrera de Medicina aunque se vio obligado a truncar su carrera por su afición del mundo de la actuación para integrarse en el Teatro Español Universitario (TEU), ahí permaneció varios años como estudiante y finalmente se integró en el Teatro María Guerrero, donde actuaría grandes éxitos, aún siendo actor infantil debutando en la obra Ni pobre ni rico, sino todo lo contrario (1943). 
Asimismo trabajó en 1947 como payaso musical junto a su hermano, Quique Camoiras. 
Entre las obras de teatro en las que actuó cabe destacar El caso de la mujer asesinadita de Miguel Mihura, Los Caciques de Carlos Arniches, Los habitantes de la casa deshabitada de Enrique Jardiel Poncela, El viaje infinito de Sancho Panza, de Alfonso Sastre, Los intereses creados (1992), de Jacinto Benavente.
En 1942 había intervenido como actor infantil en la película Raza (1942) bajo a órdenes de José Luis Sáenz de Heredia. 
Años después desarrollaría una dilatada trayectoria cinematográfica alrededor de 150 películas como secundario de lujo y a lo largo de siete décadas llegó a rodar títulos tan imprescindibles del cine español como El día de los enamorados (1959), Tres de la Cruz Roja (1961), La gran familia (1962) y Vuelve San Valentín (1962), las cuatro de Fernando Palacios; La venganza de Don Mendo (1961), de Fernando Fernán Gómez; Historias de la televisión (1965) de José Luis Sáenz de Heredia; ¿Qué hacemos con los hijos? (1966), de Pedro Lazaga; Las cuatro bodas de Marisol (1966) de Luis Lucia; El turismo es un gran invento (1968) y Las Ibéricas F.C. (1971), de Pedro Masó.
Actuó también en algunas coproducciones importantes de Spaghetti western. Cabe mencionar también algunos títulos importantes de Luis García Berlanga en La escopeta nacional (1978); con otros cineastas nacionales cabe destacar De camisa vieja a chaqueta nueva (1982), de Rafael Gil; La colmena (1982), de Mario Camus; Los santos inocentes (1984) y La corte de Faraón (1985), de José Luis García Sánchez. Rodó también bajó a órdenes de Fernando Fernán Gómez en El viaje a ninguna parte (1986).
Avanzada la década de 1970 remota su carrera en la televisión. Su participación en espacios dramáticos como en Estudio 1, Novela, Primera fila, Confidencias o Teatro de familia marco un rostro habitual para la TVE para el público. En series de televisión se destaca Los libros (1972), El pícaro (1974), Un, dos, tres responda otra vez (1976-1977), Farmacia de guardia (1991-1994) y Los ladrones van a la oficina (1993-1996).
Ya a su avanzada edad fue incrementando pequeños papeles en series como Hospital Central (2001) y Escenas de matrimonio (2007-2009). 
Ha recibido múltiples premios y galardones con dos Premios Ondas de Televisión (en 1979, como Mejor actor, y en 1974 por El pícaro).  Premio Nacional de Teatro en 1994 y Premio Mayte de Teatro en 2001.

## Filmografía
- Bienvenido a casa (2006)
- Las llaves de la independencia (2005)
- Tiovivo c. 1950 (2004)
- Primer y último amor (2002)
- Lázaro de Tormes (2001)
- Muertos de risa (1999)
- Goya en Burdeos (1999)
- La primera noche de mi vida (1998)
- La vuelta de El Coyote (1998)
- Corazón loco (1997)
- El color de las nubes (1997)
- Memorias del ángel caído (1997)
- Pesadilla para un rico (1996)
- Así en el cielo como en la tierra (1995)
- Todos a la cárcel (1993)
- El beso del sueño (1992)
- Pareja enloquecida busca madre de alquiler (1990)
- Yo soy ésa (1990)
- El aire de un crimen (1988)
- Jarrapellejos (1988)
- La diputada (1988)
- El pecador impecable (1987)
- La estanquera de Vallecas (1987)
- El Lute: Camina o revienta (1987)
- Moros y cristianos (1987)
- ¡Biba la banda! (1987)
- Divinas palabras (1987)
- Mi general (1987)
- El hermano bastardo de Dios (1986)
- El viaje a ninguna parte (1986)
- Hay que deshacer la casa (1986)
- Luces de bohemia (1985)
- La corte de Faraón (1985)
- Cuatro mujeres y un lío (1985)
- El recomendado (1985)
- El rollo de septiembre (1985)
- A la pálida luz de la luna (1985)
- Una y sonada... (1985)
- Cuando Almanzor perdió el tambor (1984)
- El cura ya tiene hijo (1984)
- Al este del oeste (1984)
- Los santos inocentes (1984)
- Parchís entra en acción (1983)
- La loca historia de los tres mosqueteros (1983)
- El currante (1983)
- Los pajaritos (1983)
- Huevos revueltos (1982)
- Las locuras de Parchís (1982)
- El gran mogollón (1982)
- Cristóbal Colón, de oficio... descubridor (1982)
- El hijo del cura (1982)
- De camisa vieja a chaqueta nueva (1982)
- Loca por el circo (1982)
- La vendedora de ropa interior (1982)
- La colmena (1982)
- Duelo a muerte (1981)
- Queremos un hijo tuyo (1981)
- Brujas mágicas (1981)
- La segunda guerra de los niños (1981)
- Cariñosamente infiel (1981)
- El soplagaitas (1981)
- El lobo negro (1981)
- Despido improcedente (1980)
- La guerra de los niños (1980)
- Unos granujas decentes (1980)
- Yo hice a Roque III (1980)
- El alcalde y la política (1980)
- El consenso (1980)
- Cinco tenedores (1979)
- Madrid al desnudo (1979)
- Los energéticos (1979)
- Rocky Carambola (1979)
- Pepito Piscinas (1978)
- Donde hay patrón... (1978)
- La escopeta nacional (1978)
- Vota a Gundisalvo (1977)
- Al fin solos, pero... (1977)
- La mujer es un buen negocio (1977)
- Más fina que las gallinas (1977)
- Los hijos de... (1976)
- Señoritas de uniforme (1976)
- La Corea (1976)
- Los pecados de una chica casi decente (1975)
- Onofre (1974)
- Fin de semana al desnudo (1974)
- Dormir y ligar: todo es empezar (1974)
- Un curita cañón (1974)
- El abuelo tiene un plan (1973)
- Secuestro a la española (1972)
- El vikingo (1972)
- Las Ibéricas F.C. (1971)
- ¿Es usted mi padre? (1971)
- El abominable hombre de la Costa del Sol (1970)
- Vamos por la parejita (1969)
- Las secretarias (1969)
- La chica de los anuncios (1968)
- ¡Cómo sois las mujeres! (1968)
- No desearás la mujer de tu prójimo (1968)
- El turismo es un gran invento (1968)
- Club de solteros (1967)
- Los chicos del Preu (1967)
- Novios 68 (1967)
- Las cuatro bodas de Marisol (1967)
- ¿Qué hacemos con los hijos?  (1967)
- Los guardiamarinas (1967)
- Sor Citroën  (1967)
- Operación Plus Ultra (1966)
- La busca (1966)
- Miss Muerte (1966)
- Nuevo en esta plaza (1966)
- La cesta (1965)
- Whisky y vodka (1965)
- Historias de la televisión (1965)
- Cabriola (1965)
- Per un pugno nell'occhio (1965)
- Destino: Barajas (1965)
- Búsqueme a esa chica (1964)
- La nueva Cenicienta (1964)
- El espontáneo (1964)
- Isidro el labrador (1964)
- Los conquistadores del Pacífico (1963)
- Escala en Hi-Fi (1963)
- Una tal Dulcinea (1963)
- Los derechos de la mujer (1963)
- El verdugo (1963)
- Cabalgando hacia la muerte (El Zorro) (1962)
- La gran familia (1962)
- Tierra brutal (1962)
- Tómbola (1962)
- Martes y trece (1962)
- La reina del Chantecler (1962)
- Vuelve San Valentín (1962)
- La venganza del Zorro (1962)
- Martes y trece(1961)
- Tres de la Cruz Roja (1961)
- Aquí están las vicetiples (1961)
- Ha llegado un ángel (1961)
- Crimen para recién casados (1960)
- La paz empieza nunca (1960)
- 091, policía al habla (1960)
- Sólo para hombres (1960)
- Un ángel tuvo la culpa (1960)
- Molokai, la isla maldita (1959)
- El día de los enamorados (1959)
- La vida alrededor (1959)
- El inquilino (1957)
- Tremolina (1957)
- Lo que cuesta vivir... (1957)
- Malagueña (1956)
- Esa voz es una mina (1956)
- El Piyayo (1956)
- Raza (1942)

## Trayectoria en televisión
- Martes de Carnaval
  - La hija del capitán (5 de mayo de 2008)
- Al filo de la ley (2004-2005)
- ¿Se puede? (2004)
  - Episodio 14 de agosto de 2004
- Cuéntame cómo pasó (2001-2008)
- Compañeros (1998-2002)
- Los ladrones van a la oficina
  - Trapecio
  - El mejor abuelo (21 de diciembre de 1994)
- Compuesta y sin novio
  - Luna de miel (26 de septiembre de 1994)
- Farmacia de guardia
  - Para los amigos, Cuin (14 de enero de 1993)
  - La samba del tronco (7 de julio de 1994)
- Historias del otro lado
  - El que decide (8 de mayo de 1991)
- Primera función
  - Paquita (9 de noviembre de 1989)
- Juncal (1989)
- La comedia musical española
  - Róbame esta noche (5 de noviembre de 1985).
  - La cuarta de A. Polo (19 de noviembre de 1985).
- Goya (1985)
- Teatro Estudio
  - La marquesa Rosalinda (26 de marzo de 1981)
- El pícaro
  - En el que todo llega a su final si es que algo tiene final en la vida (5 de febrero de 1975).
- Los libros
  - Fray Gerundio de Campazas (14 de mayo de 1974)
- Juan soldado (1973)
- Un, dos, tres responda otra vez (Cartero) (1972).
- Pequeño estudio 
  - El profesor auxiliar (3 de julio de 1970)
- La risa española
  - Qué solo me dejas (18 de julio de 1969)
- Estudio 1
  - Un marido ideal  (22 de noviembre de 1982)
  - Nosotros, ellas y el duende (28 de febrero de 1979)
  - Doña Clarines (7 de julio de 1975)
  - Diario íntimo de la tía Angélica (16 de noviembre de 1973)
  - Me casé con un ángel (4 de mayo de 1973)
  - Las flores (30 de marzo de 1973)
  - El retamal (8 de septiembre de 1972)
  - La casa de Sam Ego (20 de marzo de 1971)
  - Las bodas de Fígaro (12 de marzo de 1971)
  - Retablo de Santa Teresa (16 de octubre de 1970)
  - Miedo al hombre (2 de julio de 1968)
  - El caballero de las espuelas de oro (14 de mayo de 1968)
  - Más allá del horizonte (15 de junio de 1966)
- Teatro de siempre 
  - El inspector (13 de octubre de 1967)
- La familia Colón
  - Ciudadano del mundo (24 de febrero de 1967)
- Teatro de humor  
  - Tú y yo somos tres (19 de junio de 1965)
  - La venganza de la Petra (6 de junio de 1965)
  - Los ladrones somos gente honrada (11 de abril de 1965)
- Novela
  - Torremolinos Gran Hotel (10 de abril de 1978)
  - El hombre de los aplausos (10 de enero de 1977)
  - Los muertos no se chupan el dedo (20 de abril de 1964)

## Teatro
- Ni pobre ni rico, sino todo lo contrario (1943)
- El caso de la mujer asesinadita (1946)
- Los habitantes de la casa deshabitada (1981)
- El viaje infinito de Sancho Panza (1992)
- Los intereses creados (1992), de Jacinto Benavente